# 美郷町立黒木小学校
美郷町立黒木小学校（みさとちょうりつ くろぎしょうがっこう）は、かつて宮崎県東臼杵郡美郷町北郷黒木にあった公立の小学校。
2015年（平成27年）3月末をもって閉校し、美郷町立美郷北学園（現・美郷町立美郷北義務教育学校）に統合された。

## 概要
歴史
1880年（昭和13年）に「黒木小学校」として創立。2010年（平成22）には創立130周年を迎えた。2015年（平成27年）3月末に閉校し、134年の歴史に幕を下ろした。
校章
桜の花弁を背景にしている。
校歌
歌詞は3番まであり、各番の歌詞中に校名の「黒木小」が登場する。
通学区域
中学校区は美郷町立北郷中学校であった。

## 沿革
- 1880年（明治13年）1月 - 「黒木小学校」が創立。
- 1886年（明治19年）- 小学校令施行により、簡易科（3年制）を設置の上、「簡易黒木小学校」に改称。
- 1889年（明治22年）5月1日 - 町村制施行により、東臼杵郡3村（宇納間・黒木・入下）が合併の上、「北郷村」が発足。
- 1890年（明治23年）- 尋常科（4年制）を設置の上、「尋常黒木小学校」に改称。
- 1892年（明治25年）4月 - 「黒木尋常小学校」に改称。
- 1893年（明治26年）3月 - 最終所在地に移転を完了。
- 1908年（明治41年）4月 - 改正小学校令により、尋常科（義務教育年限）が4年制から6年制に改められる。尋常科5年を新設。
- 1909年（明治42年）4月 - 尋常科6年を新設。
- 1937年（昭和12年）8月 - 高等科を併置の上、「黒木尋常高等小学校」に改称。
- 1941年（昭和16年）4月1日 - 国民学校令施行により、「北郷村黒木国民学校」に改称。尋常科を初等科に改める。
- 1947年（昭和22年） - 学制改革が行われる（六・三制の実施）。
  - 4月1日 - 国民学校初等科が、新制小学校「北郷村立黒木小学校」に改組・改称。
  - 5月8日 - 国民学校高等科および青年学校普通科が、新制中学校「北郷村立北郷中学校 黒木分校」に改組・改称される。小学校に併設される。
- 1949年（昭和24年）6月 - 北郷中学校黒木分校の校舎が完成。
- 1951年（昭和26年）10月 - 北校舎が完成。
- 1952年（昭和27年）4月 - 南校舎が完成。
- 1960年（昭和35年）9月 - 校庭を拡張。
- 1967年（昭和42年）1月 - へき地集会室が完成。
- 1970年（昭和45年）4月 - 複式学級を編成。
- 1972年（昭和47年）10月 - 学校給食を開始。
- 1974年（昭和49年）3月 - 北郷中学校黒木分校が閉校となる。
- 1981年（昭和56年）
  - 2月 - 新校舎が完成。　
  - 10月 - 創立100周年記念碑を除幕。
- 1983年（昭和58年）8月 - プールが完成。
- 1991年（平成3年）
  - 9月 - 運動場を拡張。
  - 11月 - 校門門柱を建立。
- 1994年（平成6年）10月 - プールを改修。
- 1996年（平成8年）9月 - 緑陰教室を設置。
- 2005年（平成17年）
  - 3月 - 旧体育館を解体。
  - 9月 - 第100回秋季大運動会を開催。
  - 11月 - 新体育館が完成。
- 2006年（平成18年）1月1日 - 美郷町の発足により、「美郷町立黒木小学校」（最終名）に改称。
- 2011年（平成23年）6月 - プールの補修を完了。
- 2015年（平成27年）
  - 2月15日 - 閉校式を挙行。
  - 3月31日 - 美郷町立美郷北学園への統合により、閉校。134年の歴史に幕を下ろした。

## 交通
最寄りのバス停留所
- 宮崎交通バス「黒木」バス停

最寄りの幹線道路
- 国道388号
- 宮崎県道20号北方北郷線

## 周辺
- 黒木集会センター
- 黒木浄水場
- 黒木神社
- 五十鈴川